# Jacob Hindsgaul
Jacob Hindsgaul Madsen (Middelfart, 14 luglio 2000) è un ex ciclista su strada danese, professionista dal 2020 al 2023. Ha vinto il Tour of Antalya 2022.

## Palmarès
- 2018 (Juniores)

2ª tappa, 1ª semitappa Internationale Cottbuser Junioren-Etappenfahrt (Drachhausen > Drachhausen, cronometro)
2ª tappa, 2ª semitappa Internationale Cottbuser Junioren-Etappenfahrt (Cottbus > Cottbus)
3ª tappa Internationale Cottbuser Junioren-Etappenfahrt (Dissen > Dissen)
Classifica generale Internationale Cottbuser Junioren-Etappenfahrt
Campionati danesi, Prova a cronometro Junior
- 2019 (Team ColoQuick, una vittoria)

Prologo Giro della Valle d'Aosta (Aosta > Aosta, cronometro)
- 2022 (Uno-X Pro Cycling Team, due vittorie)

3ª tappa Tour of Antalya (Aspendo > Termesso)
Classifica generale Tour of Antalya

### Altri successi
- 2020 (Uno-X Pro Cycling Team)

1ª tappa Giro della Regione Friuli Venezia Giulia (Aquileia > Grado, cronosquadre)
- 2023 (Uno-X Pro Cycling Team)

Classifica scalatori Boucles de la Mayenne

## Piazzamenti

### Classiche monumento
- Liegi-Bastogne-Liegi

2022: 108º
2023: 94º

### Competizioni mondiali
- Campionati del mondo

Bergen 2017 - In linea Junior: 10º
Innsbruck 2018 - Cronometro Junior: 9º
Innsbruck 2018 - In linea Junior: ritirato
Yorkshire 2019 - In linea Under-23: ritirato
Fiandre 2021 - In linea Under-23: ritirato
Wollongong 2022 - In linea Under-23: ritirato

### Competizioni europee
- Campionati europei

Herning 2017 - Cronometro Junior: 12º
Herning 2017 - In linea Junior: 93º
Trento 2021 - In linea Under-23: ritirato